# Chingawaemys rarus
Chingawaemys rarus (Lavrenchenko, Mikula & Bryja, 2021) è un roditore della famiglia dei Muridi, unica specie del genere Chingawaemys (Lavrenchenko, Mikula & Bryja, 2021), endemico dell'Etiopia.

## Descrizione

### Dimensioni
Roditore di piccole dimensioni, con lunghezza della testa e del corpo di 102 mm, la lunghezza della coda di 136 mm e la lunghezza del piede di 21 mm.

### Caratteristiche craniche e dentarie
Il cranio presenta dei piatti zigomatici considerevolmente stretti, la bolla timpanica grande, i fori incisivi corti e la dentatura breve e stretta.
Sono caratterizzati dalla seguente formula dentaria:

### Aspetto
Le parti dorsali sono grigie brunastre, con la base dei singoli peli grigia e la punta nerastra, mentre le parti ventrali sono grigio-biancastre con la base dei peli grigia. La linea di demarcazione lungo i fianchi è netta. Il dorso delle zampe anteriori è bianco-grigiastro e ricoperto di una peluria chiara, le dita sono coperte da peli biancastri più lunghi, gli artigli sono bianchi. Il dorso del piede, relativamente corto, è grigiastro ricoperto di peluria grigiastra con la punta dei singoli peli bianca, le dita hanno un ciuffo di peli bianchi ciascuna e gli artigli sono grigi alla base e con la punta bianca. Le orecchie sono grigio-nerastre. La coda è molto più lunga della testa e del corpo ed è uniformemente colorata, ricoperta di corti peli nerastri sopra e grigiastri sotto e con un ciuffo di peli più lunghi all'estremità.

## Biologia

### Comportamento
È una specie probabilmente arboricola.

## Distribuzione e habitat
L'unico esemplare conosciuto è stato catturato nella foresta di Chingawa, in Etiopia.
Vive nelle foreste afromontane umide con abbondanza di felci.

## Conservazione
Questa specie, essendo stata scoperta solo recentemente, non è stata sottoposta ancora a nessun criterio di conservazione.